# Sulfotransferaza
Sulfotransferaze EC 2.8.2.- su transferazni enzimi koji katalizuju transfer sulfo grupe sa donorskog molekula na akceptorski alkohol ili amin. Najčešći donor sulfo grupe je 3'-fosfoadenozin-5'-fosfosulfat (PAPS). U slučaju alkohola kao akceptora, produkt je sulfat (R−OSO−
3):
{\displaystyle {\ce {R-SO3-}}\ +\ {\ce {R'-OH}}\quad {\xrightarrow[{\text{ SULT }}]{}}\quad {\ce {R-H}}\ +\ {\ce {R'-OSO3-}}},
dok amin dovodi do formiranja sulfamata (R−NH−SO−
3):
{\displaystyle {\ce {R-SO3-}}\ +\ {\ce {R'-NH2}}\quad {\xrightarrow[{\text{ SULT }}]{}}\quad {\ce {R-H}}\ +\ {\ce {R'-NHSO3-}}}
Obe reaktivne grupe za sulfonaciju pomoću sulfotransferaze mogu da budu deo proteina, lipida, ugljenog hidrata ili steroida.

## Primeri
Sledeći su primeri sulfotransferaza:
- ugljeno hidratna sulfotransferaza: CHST1, CHST2, CHST3, CHST4, CHST5, CHST6, CHST7, CHST8, CHST9, CHST10, CHST11, CHST12, CHST13, CHST14
- galaktoza-3-O-sulfotransferaza: GAL3ST1, GAL3ST2, GAL3ST3, GAL3ST4
- heparan sulfat 2-O-sulfotransferaza: HS2ST1,
- heparan sulfat 3-O-sulfotransferaza: HS3ST1, HS3ST2, HS3ST3A1, HS3ST3A2, HS3ST3B1, HS3ST3B2, HS3ST4, HS3ST5, HS3ST6
- heparan sulfat 6-O-sulfotransferaza: HS6ST1, HS6ST2, HS6ST3
- N-deacetilaza/N-sulfotransferaza: NDST1, NDST2, NDST3, NDST4
- tirozilproteinska sulfotransferaza: TPST1, TPST2
- uronil-2-sulfotransferaza
- estron sulfotransferaza
- hondroitin 4-sulfotransferaza
- drugi: SULT1A1, SULT1A2, SULT1A3, SULT1A4, SULT1B1, SULT1C2, SULT1C3, SULT1C4, SULT1D1P, SULT1E1, SULT2A1, SULT2B1, SULT4A1, SULT6B1

## Spoljašnje veze
- Sulfotransferases на 